# Osmia madeirensis
Osmia madeirensis é uma espécie de insetos himenópteros, mais especificamente de abelhas pertencente à família Apidae.
A autoridade científica da espécie é van der Zanden, tendo sido descrita no ano de 1991.
Trata-se de uma espécie presente no território português.